# Gmina zbiorowa Wrestedt
Gmina zbiorowa Wrestedt (niem. Samtgemeinde Wrestedt) – dawna gmina zbiorowa położona w niemieckim kraju związkowym Dolna Saksonia, w powiecie Uelzen. Siedziba administracji gminy zbiorowej znajduowała się w miejscowości Wrestedt.
1 listopada 2011 gmina zbiorowa połączyła się z gminą zbiorową Bodenteich tworząc nową gminę zbiorową Aue.

## Podział administracyjny
Do gminy zbiorowej Wrestedt należały trzy gminy:
1. Stadensen
2. Wieren
3. Wrestedt